# 김시양
김시양(金時讓, 1581년 ~ 1643년)은 조선의 공신이다. 초명은 시언(時言), 자는 자중(子中), 호는 하담(荷潭), 시호는 충익(忠翼). 본관은 (구)안동이다. 김언묵(金彦默)의 증손으로, 할아버지는 김석(金錫)이고, 아버지는 비안현감 김인갑(金仁甲)이며, 어머니는 남양 홍씨(南陽洪氏)로 서윤(庶尹) 홍이곤(洪以坤)의 딸이다.

## 생애
1605년(선조 38) 정시 문과에 병과로 급제, 승문원정자(承文院正字)가 되었다.1607년 주서(注書)가 되고 1609년(광해군 1)에 예조좌랑으로 지제교(知製敎)를 겸했으며, 1610년 동지사의 서장관(書狀官)으로 명나라에 다녀왔다.
1611년(광해군 3) 전라도 도사로 향시를 주관할 때 시제(試題)에 왕의 실정(失政)을 비유한 문제를 출제했다 하여 종성(種城)에 유배되었다가 1616년 영해(寧海)에 이배(移配)되었다.
1623년 인조반정으로 풀려나와 예조 좌랑·병조 정랑·수찬(修撰)·교리(敎理)를 역임하였고, 이듬해 이괄의 난이 일어나자 이원익의 종사관으로 활약했으며, 난이 평정된 후 응교(應敎)로 문학을 겸임하고, 이어 경상도 관찰사가 되었다.
1625년(인조 3) 응교(應敎)가 되어 문학을 겸했고, 이듬해 인헌왕후의 산릉역(山陵役)에 공로가 많아 경상도관찰사가 되었다. 1627년 정묘호란이 일어날 징후가 보이자 평안도관찰사 겸 체찰부사에 임명되었고 이어 병조판서가 되었으며, 의정부의 의논에 따라 도원수와 사도도체찰사(四道都體察使)를 겸하였다.
그러나 왕의 뜻을 어기고 척화를 주장해 영월에 유배되었다가 풀려나, 1634년 지중추부사에 서용(敍用)되었다. 그 뒤 한성판윤을 거쳐 호조판서 겸 동지춘추·세자좌부빈객(世子左副賓客)이 되었다가 9월에 다시 도원수에 임명되었다. 이듬 해 강화유수로 나갔다가 병으로 사직하였다.
1636년 청백리에 뽑혀 숭록대부(崇祿大夫)에 오르고 판중추부사(判中樞府事)가 되었으나 눈병으로 사직하고 향리인 충주로 내려갔다. 1641년 ≪선조실록≫을 개수할 때 대제학 이식(李植)과 총재관(總裁官) 홍서봉(洪瑞鳳) 등의 추천으로 다시 판중추부사 겸 춘추관사를 제수받았으나 지병인 안질로 실록개수(實錄改修)에 참여하지 못하였다.
전적(典籍)과 경사(經史)에 밝았다. 회령의 향사(鄕祠)에 제향되었고, 저서로는 ≪하담파적록 荷潭破寂錄≫·≪하담집≫·≪부계기문 ?溪記聞≫ 등이 있다. 시호는 충익(忠翼)이다.

## 가족 관계
- 증조부 : 김언묵(金彦默)
  - 할아버지 : 김석(金錫)
    - 숙부 : 김충갑(金忠甲)
    - 숙부 : 김제갑(金悌甲)
    - 아버지 : 김인갑(金仁甲)
    - 어머니 : 홍이곤(洪以坤, 남양홍씨)의 딸
      - 부인 : 이대수(李大遂, 경주이씨)의 딸
        - 장남 : 김곡(金穀)이고
        - 자부 : 윤성득(尹誠得)의 딸
          - 손자 : 김추만(金秋萬) - 생부 : 관찰공

        - 차남 : 김연(金緣)
        - 자부 : 허실(許實)
          - 손녀 : 서경조(徐敬祖)에게 출가

        - 장녀 : 이도장(李道長)에게 출가
          - 외손자 : 이원정(李元禎)
          - 외손자 : 이원록(李元祿)
          - 외손자 : 이원례(李元禮)
          - 외손자 : 이원지(李元祉)
          - 외손녀 : 장벽(張銢)에게 출가

        - 차녀 : 김홍석(金弘錫)에게 출가
          - 외손자 : 김제(金濟)
          - 외손자 : 김오(金澳)

        - 삼녀 : 민점(閔點)에게 출가
          - 외손자 : 민안도(閔安道)
          - 외손자 : 민종도(閔宗道)
          - 외손자 : 민홍도(閔弘道)
          - 외손자 : 민주도(閔周道)

      - 측실 : 이름모름
        - 서자 : 김변(金變)
        - 서자 : 김만(金巒)